# Sik Endre (szociológus)
Sik Endre (1948 – ) magyar közgazdász, szociológus,  egyetemi tanár, a TÁRKI Egyesülés vezető kutatója.

## Élete, munkássága
1973-ban a gödöllői Agrártudományi Egyetemen közgazdász szakos diplomát szerzett. 1974-ben agrárközgazdaságtanból doktorált, majd az Eötvös Loránd Tudományegyetemen Bölcsészettudományi Kar szociológiai tanulmányokat is folytatott. 1981-ben közgazdasági doktorátust, 1985-ben szociológiai kandidátust szerzett. 2006-ban az MTA doktora szociológiából, 2007-ben az ELTE-n habilitált. Számos kutatást vezetett, és 1990 óta a TÁRKI kutatóintézet munkatársa. 2000 és 2003 között a Központi Statisztikai Hivatal főtanácsosa, 2000 és 2006 között az MTA Kisebbségkutató Intézete Nemzetközi Migrációs és Menekültügyi Kutatások Központjának munkatársa.
Jelenleg (2020) a Debreceni Egyetem tanára és az ELTE Társadalmi Kapcsolatok Intézete Kisebbségszociológia Tanszékének professor emeritusa. (Az ELTE-n 2003 óta tanít.) Emellett több külföldi egyetemen oktatott (Dubrovnik, Prága, Toronto, New York). Egy időben a Magyar Tudományos Akadémia Migrációkutató Intézetének, a Menedéknek és a Magyar Szociológiai Társaságnak elnöke volt. A migráció és a gazdaság szociológiája, xenofóbia és a szociológia módszertana képezik főbb kutatási területét. 2003-ban Ipolyi Arnold-díjjal, 2004-ben Polányi Károly-díjjal jutalmazták munkásságát.

## Rádióbeszélgetések
- Hogyan viselkedünk vészhelyzet idején? - Sik Endre szociológus a Klubrádióban – Youtube.com, Közzététel: 2020. ápr. 30.
- Sik Endre szociológus a nemzeti konzultációról a Klubrádióban – Youtube.com, Közzététel: 2020. jún. 21.

## Videófelvételek
- – Youtube.com, Közzététel: 2015. aug. 6.
- – Youtube.com, Közzététel: 2014. ápr. 25.
- A Fidesznek tökéletesen "bejött" a menekültügy – Youtube.com, Közzététel: 2016. jan. 29.
- Csak a Jobbik profitál a Fidesz szimpátiacsökkenéséből – Youtube.com, Közzététel: 2015. máj. 1.
- Pesszimisták és gyanakvóak a magyarok – Youtube.com, Közzététel: 2017. dec. 6.
- Kapcsolati tőke és az Aczélháló – Youtube.com, Közzététel: 2015. jún. 3.